# إيدج (مصارع)
آدم جوزيف كوبلاند (بالإنجليزية: Adam Copland)‏ «ايدج» (بالإنجليزية:Adam Joseph Copeland), (ولد في 30 أكتوبر 1973) هو ممثل ومصارع كندي محترف في آول إليت ريسلينغ باسم آدم كوبلاد وسابقا كان يصارع مع دبليو دبليو إي لمدة 25 سنة باسم ايدج.
ارتفع مستوى ايدج من خلال كونه جزء من فريق ايدج وكريستيان، وكريستيان هو صديق طفوله حقيقي لايدج وشقيق له في السيناريو.
وهذا الفريق مشهور بكونه أكثر من حافظ على حزام الفرق الزوجية في تاريخ الـWWE، فاز 14 مرة بأحزمة الزوجي وهو بطل للعالم 11 مرة (بعد أن ربح بطولة WWE أربعة مرات وبطولة العالم للوزن الثقيل سبع مرات)، ويعتبر أكثر مصارع تحقيقا للالقاب بمجموع 31 لقب والمصارع الوحيد الذي فاز بجميع الاحزمة الستة الرئيسية لعرض الـRAW وعرض الـSmackDown (حزام WWE، العالم، الولايات المتحدة، حزام القارات، حزام العالم للفرق الزوجية والـWWE للفرق الزوجية).بالإضافة إلى بطولة ملك بطولة الحلبة [الإنجليزية] سنة 2001 ومباراة سلم النقود في البنك لسنة 2005 ومباراة رويل رامبل لسنة 2010.
و بالإضافة للـWWE ظهر ايدج في Highlander: Endgame وكضيف في برامج تلفزيزنية تتضمن The Weakest Link, Deal or No Deal, MADtv, and Mind of Mencia.
عاد ايدج في مواجهة رويال رامبل 2020 وكان رقمه حين ذاك 21 وقد تم اقصاءه بواسطة رومان رينز وقد حددت مباراة من نوع آخر رجل يقف وكانت ايدج ضد راندي اورتن وقد فاز بها ايدج.
وقد أعلنت wwe أن ايدج سوف يتواجد في العرض الرو بعد عرض ماني إن ذا بانك.

## مهنته كمصارع محترف

### بدايته
بدأ في سن مبكرة، ومصارعيه المفضلون هم Mr. Perfect (Curt Hennig), Randy Savage, هولك هوغانHogan, Ricky Steamboat, وشون مايكلز وبريت هارت.
ربح آدم مسابقة essay وحصل على فرصة التدرب على يد Sweet Daddy Siki (Reginald Siki) and Ron Hutchinson.
في 1997 تصارع ايدج في دائرة مستقلة في أونتاريو ومنطقة البحيرات الكبرى من الولايات المتّحدة تحت الاسم Hardcastle.
أصبح جزء من فريق (الجنس والعنف أو Sex and Violence)مع الأسطورة جو (Joe Hitchen).
في سنة 1998 أصبح فريق الجنس والعنف جزء من فريق أكبر وهو معروف باسم حياة الاجرام، وكونوا Legend, Hardcastle, childhood friend Christian (Jason Reso), "Bloody" Bill Skullion, and Rhino Richards (Terry Gerin).
أثناء مهنته المستقلة، ربح حزام التاج لاتحاد SSW وحزام الفرق الفرق لاتحاد ICW مرتين مع كريستيان.
بالإضافة لكونة بطل فرق موحد في ICW/MWCW بجانب جو "Joe".
الثنائي ايدج وكريستيان كيج باسم Hard Impact «التأثير الصعب» قبل تغيير اسمهم إلى شقراوات الانتحار "The Suicide Blondes". في 2000 الثنائي عمل في اليابان نحت اسم Canadian Rockers.
وقد تصارع آدم يوسف تحت اسم دامون المهاجم "Damon Striker" (بالرغم من أن ايدج تكتبها Damien Stryker في كتابه)
وفي كمحترف في الـWCW كانت هي اسوء مسيرة ذاتية له.

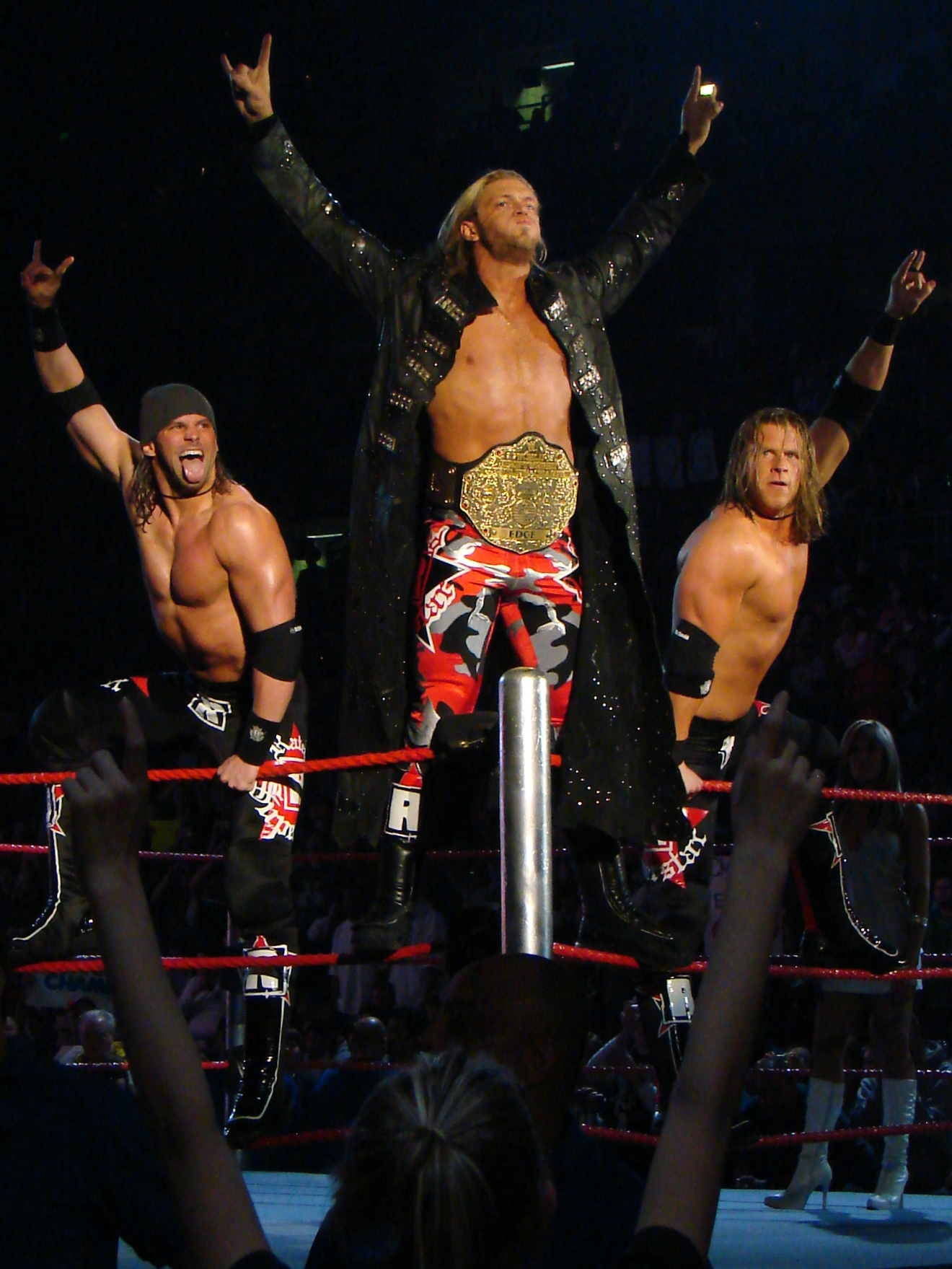
ايدج مع فريقه السابق la famillia

## العودة من الإصابة وبطل الرويال رمبل 2010
في عرض الرويال رمبل 2010 كانت المفاجاة عن عودة المصارع ايدج بعد غياب دام 6 أشهر اثر اصابة في الرجل، عندما دخل ايدج لاقى حماس من الجمهور دخل للحلبة والخوف في اعين كريس جيريكو ضرب كل من باتسيتا، جون سينا، كريس جيريكو اخرج جيريكو وسينا اخرج باتيستا، ولم يبقى في الحلبة إلى سينا وايدج وفاز بالبطولة بعد إخراج المصارع جون سينا مما سمح له بالتاهل للحدث الرئيسي لعرض رسلمانيا 26 ضد المصارع كريس جيريكو التي خسر فيها ايدج.

## اكستريم رولز 2010 وكريس جيركو مجددا
في الاسابيع التي تلت الرويل رمبل 2010 استمرت العداوة بين ايدج وكريس جيركو مما أدى إلى التحضير لمبارة القفص الحديدي بينهما في عرض اكستريم رولز 2010 التي فاز فيها ايدج بعد تنفيذ ضربته القاضية سبير ضد جيركو.

## الانتقال إلى راو
كجزء من سلسة انتقالات الدرافت في 2010 التي اقيمت في عرض راو بتاريخ 26 أبريل انتقل المصارع ايدج إلى عرض راو مع عدة مصارعين. ولاكنه فتح على نفسه عداوة مع راندي اورتن عندما كانت مبارات الخطر الثلاثية بين شيمس وراندي اورتن وباتيستا وكان اورتن مسيطر تدخل ايدج ونفذ على اورتن (سبير) ومنعه من منافسة البطل جون سينا في العرض التالي اتى ايدج وصديقه وهو ممثل كوميدي لكن اتى اورتن ونفذ RKO على الممثل وبدأ ايدج بكلامه مع اورتن محاولا إعادة تشكيل فريق (رتيد ار كي أو) لكن رد اورتن ب RKO على ايدج ل يؤكد على أنه لن يتنازل عن حقه بسهولة.في العرض التالي اتى ايدج وفيكي غريرو وحددت فيكي مباراة غير متكافئة (2ضد1) ايدج وشريكه ضد راندي، دخل راندي الحلبة ودخل ايدج ومن ثما تيد ديبياسي الابن وهو شريك ايدج وفاز اورتن بالمباراة ولم يكتف بذالك وقد نزل اورتن خارج الحلبة ونفذ على ايدج RKO , العرض التالي كان راندي يواجه خصمه العنيد جاك سواغر فتدخل ايدج ونفذ (سبير) على راندي وفي مهرجان (تجاوز الحدود)لعبو المباراة وانتهت بستبعاد الاثنين.تأهل ايدج ل الرباعية القاتلة قال بريت هارت ان هناك مباراة ثلاثية ايدج ضد كريس جيريكو ضد جون سينا إذا فاز ايدج أو جريكو يتأهلون اما إذا فاز سينا لا يتأهل أحد منكم وفاز ايدج بعد مانفذ على سينا سبير. وخسر المباراة وفاز شيمس بالحزام بعد تدخل مصارعين NXT, العرض التالي دخل اورتن وقال ان حزام شيمس مهدد منه فدخل ذا ميز وتكلم مع راندي ومن ثما انهال ميز بضرب على راندي لكن راندي نفذ (سكوب سلام)وستعد لتنفيذ RKOفهرب ميز من الحلبة فأتى ايدج من الخلف وضرب راندي اورتن (سبير) وقال (الآن بدأ المرح) وراندي وايدج مشاركين في ماني إن ذا بانك 2010.ومع التطورات حددت مباراة في العرض التالي ايدج ضد راندي وفاز ايدج عندما اتى كريس جريكو والها راندي وفاز ايدج لكن دخل جريكو ونفذ (كود بريكر) على ايدج والتفت جريكو فتفاجآ ب RKO من راندي فدخل ايفان بورن وضرب (ركلة الفك)لراندي واستعد لينفذ قفزة (الطائرة) وقفز ليتفاجأ ب RKO فنزل بورن على الأرض بلاحراك.وفي مهرجان ليلة الأبطال لم يحالف ايدج بعد فوز راندي في ليلة الأبطال باللقب اما في مهرجان (هيل ان اسيل) انتصر ايدج على جاك سواغر.

## العودة للسماك داون وبشخصية المحبوب

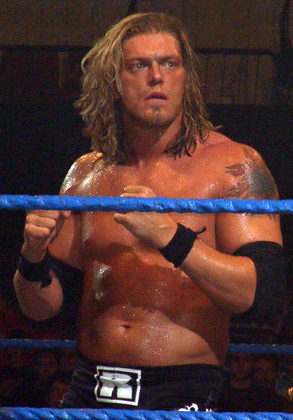
ايدج وهو يصارع عام 2004

عاد ايدج لعرض السماك داون في اواخر عام 2010، وكون عداوات مع كين، دولف زيجلر والبيرتو ديل ريو.كلها انتهت بفوز ايدج، لعب ايدج في عرض TLC مباراة رباعية ضد كين، ري ميستيريو، البيرتوديل ريو، كانت مباراة قوية ورائعة انتهت بفوز ايدج بحزام العالم للوزن الثقيل.
بعد عدة اسابيع تكونت عداوة بين ايدج ودولف زيجلر استمرت لمدة طويلة، انتهت عندما طردت فيكي ايدج وامرت بتسليم الحزام لدولف زيجلر. ولكن عندما كان يحتفل زيجلر اتى تيدي لونج مدير عرض السماك داون وقال ان ايدج قد اعيد توظيفه وبالفعل لعب ايدج وفاز وأصبح 11 مرة بطل العالم وبعدها دخل لونج وقام بطرد دولف واحتفل ايدج وانتهى العرض بالاحتفالات.
في الاسبوع الذي تليه قام مدير السماك داون بعمل مباراة وهي: ايدج وكيلي كيلي ضد فيكي غيريرو ودرو مكنتاير وإذا خسر فريق درو وفيكي تطرد غيريرو من السماك داون.
انتهت المباراة بفوز ايدج وكيلي كيلي وطردت فيكي من السماك داون وأيضا احتفل ايدج بهذا الأمر.
ولكن في الاسبوع الذي تلاه في عرض رو جاءت رسالة من مدير عرض رو المجهول انه قد قام بإعادة دولف إلى wwe ولكن في عرض رو وان فيكي سوف تعود أيضا ولكن بشرط ان تفوز علي الديفا ستريش سارتس وبالفعل في الاسبوع الذي تلاه لعبت فيكي امام ستريش سارتس ولكن المباراة الغيت بسبب مخالفة القواعد بعد تدخل فريق lay-cool وبالتالي ستبقي فيكي في رو حتي يقرر مدير الرو شيئا آخر
تم اصابة ايدج في كتفه في مهرجان ريسل مينيا 27 مماجعله يعمل اختبارات القوة انه لا يستطيع أن يكمل مسيرته المهنية واعتزل امام الجمهور باكيا ووقفو الجمهور حبا له في عرض رو بعد التالي لريسل مينيا 27

## قرار الاعتزال
أعلن بطل العالم للوزن الثقيل ايدج في عرض رو بعد عرض راسلمينيا 27 انه سوف يتقاعد ويعتزل المصارعة إلى الابد مبرراً ذلك بأنه يواجه ألم في رقبته وخدر في ذراعة وان الأطباء هم من أتخذوا هذا القرار بعد عدة فحوصات اجريت له.
وأكد ايدج انه اجرى تصوير بالرنين المغناطيسي بعد بطولة ريسلمانيا 27 وان النتائج الفحوصات لم تجعل له خيار سوى الأعتزال وذكر ايدج الجماهير بالأصابة التي حلت به في عام 2003 وكيفيه مخاطرته بنفسه لكي يعود إلى الحلبات.
وحتى لا تظن الجماهير ان هذا جزء من سيناريوا داخل WWE اكد ايدج مرة أخرى انه سوف يتقاعد 100% نافياً بشكل قطعي ان تكون هذه قصة من قصص WWE وفي نهاية حديثه قال ايدج انه سوف يقوم بتسلم لقب بطولة العالم للوزن الثقيل إلى مدير سماكداون يوم الجمعة المقبل.
و في عرض سماكداون التالي قام الميكسيكي ألبرتو دل ريو بإقامة حفل اعتزال لإدج وأثناء الحفل بداء بالسخرية من إيدج ولكن فجاءة دخل إيدج فأمر دل ريو مرافقه برودس كلاي بالهجوم على إيدج فدافع عنه صديقه كرستيان وضرب كل من دل ريو وبرودس بالسلم الحديدي ثم نصب السلم في الحلبة وصعد لحمل حزام بطولة العالم للوزن الثقيل كرسالة إلى ألبرتو دل ريو قبل مباراتهما المرتقبة في عرض إكستريم رولز.

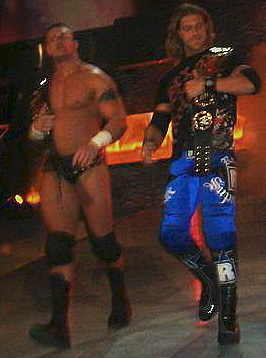
ايدج مع اورتن في بطولة الفرق الثنائية

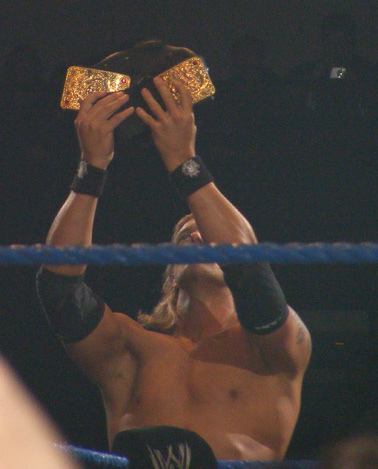
ايدج احرز سلسلة من الانتصارات امام جون سينا

## انجازات وبطولات

### مصارعة طوكية الجديدة
- بطولة NTPW للتاج تيم (مرة واحدة) – مع كريستيان كيج.

### ولايات المصارعة الجنوبية
- بطولة SSW للتاج تيم (مرة واحدة) - مع كريستيان كيج

### اتحاد المصارعة العالمية / المصارعة العالمية الترفيهية (WWE/F)
- بطولة الولايات المتحدة (مرة واحدة)
- بطولة العالم للوزن الثقيل (7 مرات)
- بطولة الـWWF للتاج تيم/بطولة العالم للتاج تيم (12 مرة) - مع كريستيان (7)، مع راندي اورتن (مرة واحدة)، مع هولك هوجان (مرة واحدة)، مع كريس جيركو (مرة واحدة)
- بطولة الـدبليو دبليو أي (4 مرات)
- بطولة الـWWE للتاج تيم (مرتين) - مع ري مستيريو (مرة واحدة)، مع كريس جيريكو (مرة واحدة)
- بطولة الـWWE/F للقارات (5 مرات)
- ملك الحلبة (2001)
- الفائز بمباراة المني ان ذا بنك (2005، 20071))
- جوائز السلامي، لثنائي السنة (2009) - مع فيكي جريرو.

#### مدراء أعمال
- جانجريل
- تيري رونيلز
- ليتا
- فيكي غيريرو

#### ألقابه على الحلبة
- النجم الخطير
- مستر ماني إن ذا بانك
- منتهز الفرص

1 ^ فاز بها عندما هزم صاحبها مستر كينيدي في السماك داون.
- الملك ايدج
- بطل التاج الثلاثي الرابع عشر.
- فائز في الرويل رامبل 2010
- فائز في الرويل رامبل 2021

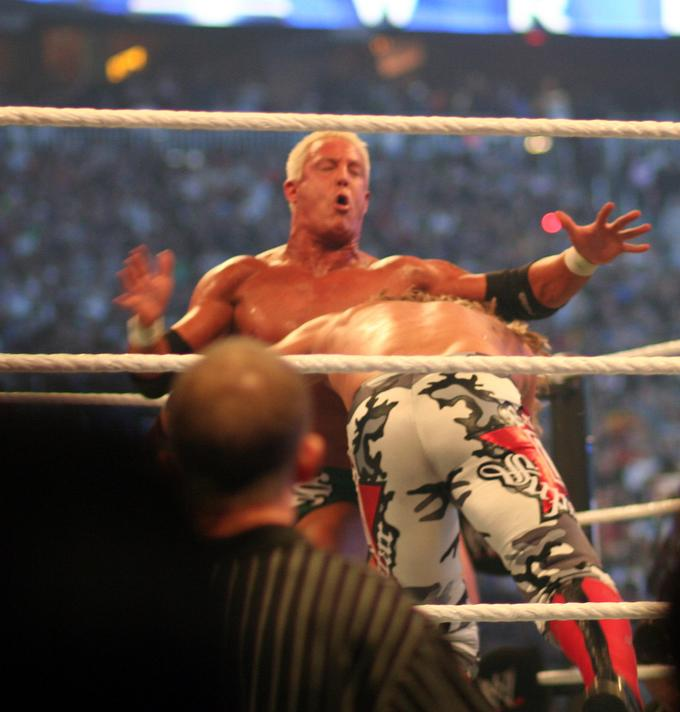
ايدج مع حركته الشهيرة سبير

- أغنية الدخول إلى الحلبة (Alter Bridge- Metalingus- on this day)
- حركات قاضية (سبير، ركلة الوجه الدفاعية، تحطيم الظهر)

## روابط خارجية
- إيدج على موقع IMDb (الإنجليزية)
- إيدج على موقع ألو سيني (الفرنسية)
- إيدج على موقع أول موفي (الإنجليزية)
- إيدج على موقع إن إن دي بي (الإنجليزية)
- إيدج على موقع قاعدة بيانات الفيلم (الإنجليزية)
- إيدج على موقع كينوبويسك (الروسية)
- إيدج على موقع دبليو دبليو إي (الإنجليزية)
- إيدج على موقع WrestlingData.com (الإنجليزية)
- إيدج على موقع CageMatch worker (الإنجليزية)
- إيدج على موقع قاعدة بيانات المصارعة على الإنترنت (الإنجليزية)
- إيدج على موقع عالم المصارعة على الإنترنت (الإنجليزية)
- إيدج على موقع عالم المصارعة على الإنترنت (الإنجليزية)